# Episodi de La famiglia Bradford (quinta stagione)
La quinta e ultima stagione della serie televisiva La famiglia Bradford è stata trasmessa negli Stati Uniti dal 29 ottobre 1980 al 23 maggio 1981.
| nº | Titolo originale                       | Titolo italiano                 | Prima TV USA     | Prima TV Italia |
| -- | -------------------------------------- | ------------------------------- | ---------------- | --------------- |
| 1  | And Baby Makes Nine: Part 1            | Fiocco rosa (I parte)           | 29 ottobre 1980  |                 |
| 2  | And Baby Makes Nine: Part 2            | Fiocco rosa (II parte)          | 29 ottobre 1980  |                 |
| 3  | Jeremy                                 | Un cattivo esempio              | 5 novembre 1980  |                 |
| 4  | Welcome to Memorial Dr. Bradford       | Un momento cruciale             | 12 novembre 1980 |                 |
| 5  | Generations                            | Le quattro generazioni          | 19 novembre 1980 |                 |
| 6  | Holly                                  | Holly                           | 26 novembre 1980 |                 |
| 7  | The Maltese Airline Bag                | Il giallo si addice a Nicholas  | 10 dicembre 1980 |                 |
| 8  | Strike                                 | Sciopero                        | 17 dicembre 1980 |                 |
| 9  | Bradfordgate                           | Bradfordgate                    | 7 gennaio 1981   |                 |
| 10 | Darlene Dilemma                        | La vendetta di Darlene          | 14 gennaio 1981  |                 |
| 11 | Second Thoughts                        | Amore o lavoro                  | 21 gennaio 1981  |                 |
| 12 | David's Rib                            | La costola di David             | 28 gennaio 1981  |                 |
| 13 | Vows                                   | Promesse e delusioni            | 18 febbraio 1981 |                 |
| 14 | The Way We Were                        | Come eravamo                    | 4 marzo 1981     |                 |
| 15 | If The Glass Slipper Fits...           | La scarpina di vetro            | 11 marzo 1981    |                 |
| 16 | The Best Little Telethon in Sacramento | Un grande spettacolo            | 28 marzo 1981    |                 |
| 17 | Yet Another Seven Days in February     | Metamorfosi                     | 4 aprile 1981    |                 |
| 18 | The Idolbreaker: Part 1                | Divergenze parallele (I parte)  | 11 aprile 1981   |                 |
| 19 | The Idolbreaker: Part 2                | Divergenze parallele (II parte) | 18 aprile 1981   |                 |
| 20 | Starting Over                          | Amare sorprese                  | 9 maggio 1981    |                 |
| 21 | Goals                                  | Traguardi                       | 16 maggio 1981   |                 |
| 22 | Father Knows Best?                     | Sei forte papà                  | 23 maggio 1981   |                 |